# Миндлин, Александр Борисович
Александр Борисович Миндлин (14 мая 1929, Ленинград — 11 октября 2019) — советский инженер, российский автор книг и статей по истории российских евреев периода 1762—1917 гг.

## Биография
Александр Борисович Миндлин родился в 1929 году в Ленинграде. Житель блокадного Ленинграда. Окончил в 1951 году Ленинградский электротехнический институт им. В. И. Ульянова (Ленина). Сорок четыре года проработал на различных заводах, в научно-исследовательских институтах. Занимался разработкой и производством электротехнических систем и изделий. Опубликовал около тридцати статей и три монографии по специальности, имеет восемь авторских свидетельств на изобретения. В 1968 году переехал на постоянное жительство из Ленинграда в Москву. В 1996 году стал пенсионером и с этого времени занимался историей российских евреев. Опубликовал 15 статей и две монографии по этой теме, а также автобиографическую книгу «Время совка».

## Статьи
- «Еврейская политика» Столыпина // Общество «Еврейское наследие». Серия препринтов. Вып. 19. М. 1996.
- Еврейский вопрос и финансовые отношения России с Западом в конце XIX — начале XX века // Вестник Еврейского университета в Москве. 1996. № 2(12). С. 81-103.
- Российская общественность и проблема еврейского равноправия в начале XX века // Общество «Еврейское наследие». Серия препринтов. Вып. 29.- М. 1997.
- «Чужие среди своих»: А. А. Лопухин и С. Д. Урусов против государственного антисемитизма // Общество «Еврейское наследие». Серия препринтов. Вып. 30.- М. 1997.
- Деятельность комитетов, комиссий и совещаний по еврейским реформам в России в XIX — начале XX века // Вопросы истории". 2000. № 8 . С.43-61.
- Российские евреи в проектах «Объединённого дворянства»// «Вопросы истории». 2002. № 4. С.13-26.
- Плеве и евреи // «Параллели». Русско-еврейский историко-литературный и библиографический альманах.- М. 2002. № 1. С. 79-96.
- Евреи в царствование Екатерины II // «Параллели».- М. 2002. № 1. С. 11-31.
- История «процентных норм» (Ограничения в общем образовании евреев в XIX — начале XX в.в.) // «КОРНИ». Общественно-публицистический журнал еврейских общин Центральной России и Поволжья. 2003. № 20 . С.47-65.
- Подавление религиозного движения русских монахов на греческом Афоне // Церковно-исторический вестник. 2004. № 11. С. 138—148.
- Политика С. Ю. Витте по «еврейскому вопросу»// Вопросы истории. 2004. № 4. С. 120—135.
- Еврейская тема в трудах П. А. Зайончковского // Материалы 11-й ежегодной международной междисциплинарной конференции по иудаике. Часть 2. М. 2004. С. 124—132.
- Еврейская тема в публицистике Н. С. Лескова // Параллели. М. 2004. № 4-5. C. 101—117.
- Евреи при Александре I // «Корни» Общественно-публицистический и культурно-просветительский журнал еврейских общин России, Украины и других стран СНГ. 2004. № 23. C. 3-24.
- Император Александр II и еврейский вопрос // Параллели. 2005. № 6-7. С. 20-38.

## Книги
- Государственные, политические и общественные деятели Российской империи в судьбах евреев, 1762—1917 : справочник персоналий / Александр Миндлин. — Санкт-Петербург: Алетейя , 2007. — 391 с.; 21 см. — (Левиафан: Государство. Общество. Личность). — Указ.. — Библиогр.: с. 360—381 . — ISBN 978-5-903354-85-6 (В пер.).
- Время совка / А. Б. Миндлин. — Москва : [б. и.] , 2008. — 391 с.; 20 см.
- Государственная дума Российской империи и еврейский вопрос / Александр Миндлин. — Санкт-Петербург : Алетейя, 2014. — 487 с. : ил. ; 21 см. — (Историческая книга). — Библиогр.: с. 449—467. — Вспом. указ.: с. 468—485. — 1000 экз. — ISBN 978-5-90670-572-3 (В пер.).